# Rentel
Rentel is een offshore windmolenpark in de Noordzee. Het ligt op 34 km van de Belgische kust op de zuidwest-schaar ten noordwesten van de Thorntonbank en ten zuidoosten van de Lodewijkbank.
Het windpark wordt door Otary geëxploiteerd.

## Geschiedenis
In 2009 werd de concessie voor het vierde windmolenpark in de Noordzee aan Rentel toegekend, een joint venture van het groenestroombedrijf Electrawinds en Rent-A-Port, dat in handen is van de Franse bouwgroep CFE en investeringsmaatschappij Ackermans & van Haaren. In 2012 diende Rentel een aanvraag voor de bouw en exploitatie van een windturbinepark.
In 2015 koos het Siemens voor de levering en installatie van 42 windturbines. Het Siemens-model STW 7.0-154 werd gekozen met een vermogen van 7 MW. De bouw ging in 2016 van start en in 2017 begonnen de werken op zee. Eind 2018 was het windpark volledig operationeel en in mei 2019 werd het ingehuldigd. Het was het vijfde offshore windmolenpark voor de Belgische kust.

## Gegevens
Het offshore windpark heeft een opgesteld vermogen van 309 MW. De geschatte jaarproductie is ruim 1 GWh dat is gelijk aan het jaarverbruik van 300.000 gezinnen. De 'direct drive'-windturbines hebben een rotor die direct is verbonden met de generator, een tandwielkast ontbreekt. Elke turbine heeft een vermogen van 7,35 MW. De ashoogte ligt op 106 meter en de rotordiameter is 154 meter.